# FIBA U-19 여자 농구 월드컵
FIBA U-19 여자 농구 월드컵은 19세 이하 선수들이 참가하는 국제 농구 연맹(FIBA) 농구 대회이다. 대회는 2년마다 개최되며, 2015년 대회까지는 FIBA U-19 여자 세계 선수권 대회라는 명칭을 사용하였고 2017년 대회부터 현재 명칭을 사용 중이다.